# Mave CiBus ENA
Mave CiBus ENA je český nízkopodlažní minibus, který na bázi užitkového automobilu Fiat Ducato vyráběla firma Mave z Liptálu v několika různých verzích. Díky 100% nízkopodlažnosti a menší kapacitě byl v městském provozu využíván především na speciálních linkách kolem nemocnic či zdravotnických zařízení, dále také i na málo vytížených běžných linkách.

## Konstrukce
Minibusy vychází z užitkového automobilu Fiat Ducato, ze kterého byla převzata podvozková část a pohonná jednotka s kompletním předním čelem. Vlastní skříň se salonem pro cestující byla vyráběna firmou Mave, respektive od roku 2009 ve spolupráci Mave a společnosti Zliner Zlín. Skelet skříně je tvořen nerezovými tenkostěnnými ocelovými profily, na které se jako opláštění připojily lepicím tmelem laminátové panely a okenní tabule. Výška podlahy (jejíž plošina je pozinkovaná) dosahuje v celém voze hodnoty 340 mm nad úrovní vozovky, v prostoru dveří je snížena na 320 mm, případně 300 mm. Rozložení sedaček v interiéru se liší podle verze i podle objednávky dopravce. Vůz je standardně vybaven vnitřním i vnějším elektronickým informačním systémem, dále je možné zabudovat klimatizaci pro kabinu řidiče i pro celý prostor pro cestující.
Vůz byl v základu vybaven dieselovým motorem Iveco Sofim F1 CE0481D o výkonu 115,5 kW, který splňuje emisní normu Euro V (do konce roku 2010 Euro IV). Výrobce nabízel i alternativní pohon na CNG nebo elektrobus se střídavým motorem. Dřívější verze minibusu ENA byly vyrobeny ve dvou kusech i s pohonem na LPG. Přední hnací náprava má nezávisle zavěšená kola, zadní náprava je podle verze řešena nízkopodlažní zavěšenou nápravou s dvojmontáží kol nebo tandemovou nápravou s vlečnými rameny. Maximální rychlost je 90 km//h.

## Jednotlivé verze a jejich provoz
Název CiBus ENA 2, respektive CiBus ENA 3 je zkratkou z „CIty Bus, Ekonomický/Ekologický Nízkopodlažní Autobus, 2./3. generace“.

### CiBus ENA
Třínápravový a jednodveřový vůz z roku 1998 byl výrobcem pronajímám a zapůjčován různým dopravcům (Optimalizace veřejné dopravy Hranice, Dopravný podnik Bratislava). Roku 2014 ho zakoupila soukromá osoba.
Společnost Veletrhy Brno zakoupila v roce 2003 dva třínápravové dvoudveřové minibusy CiBus ENA, jeden z nich původně krátce sloužil výrobci jako prezentační vůz.

### CiBus ENA 2 Z
Prezentační vůz v městské úpravě z roku 1999 byl vybaven pohonem na LPG. V roce 2006 ho odkoupil dopravce CDS Náchod, který ho roku 2017 prodal do zahraničí. Zřejmě vůz stejného typu byl vyroben pro vlastní potřeby výrobce.

### CiBus ENA MV 55A
Dvoudveřový třínápravový vůz z roku 2006 byl výrobcem zapůjčen několika dopravcům (Optimalizace veřejné dopravy Hranice, Dopravní podnik města Brna, Plzeňské městské dopravní podniky) a byl zkoušen na městských linkách v Brně a Plzni. Od roku 2013 ho vlastnila společnost CDS Náchod, která jej vypravovala na linky MHD v Náchodě. Vyřazen byl roku 2019.

### CiBus ENA 3 Z

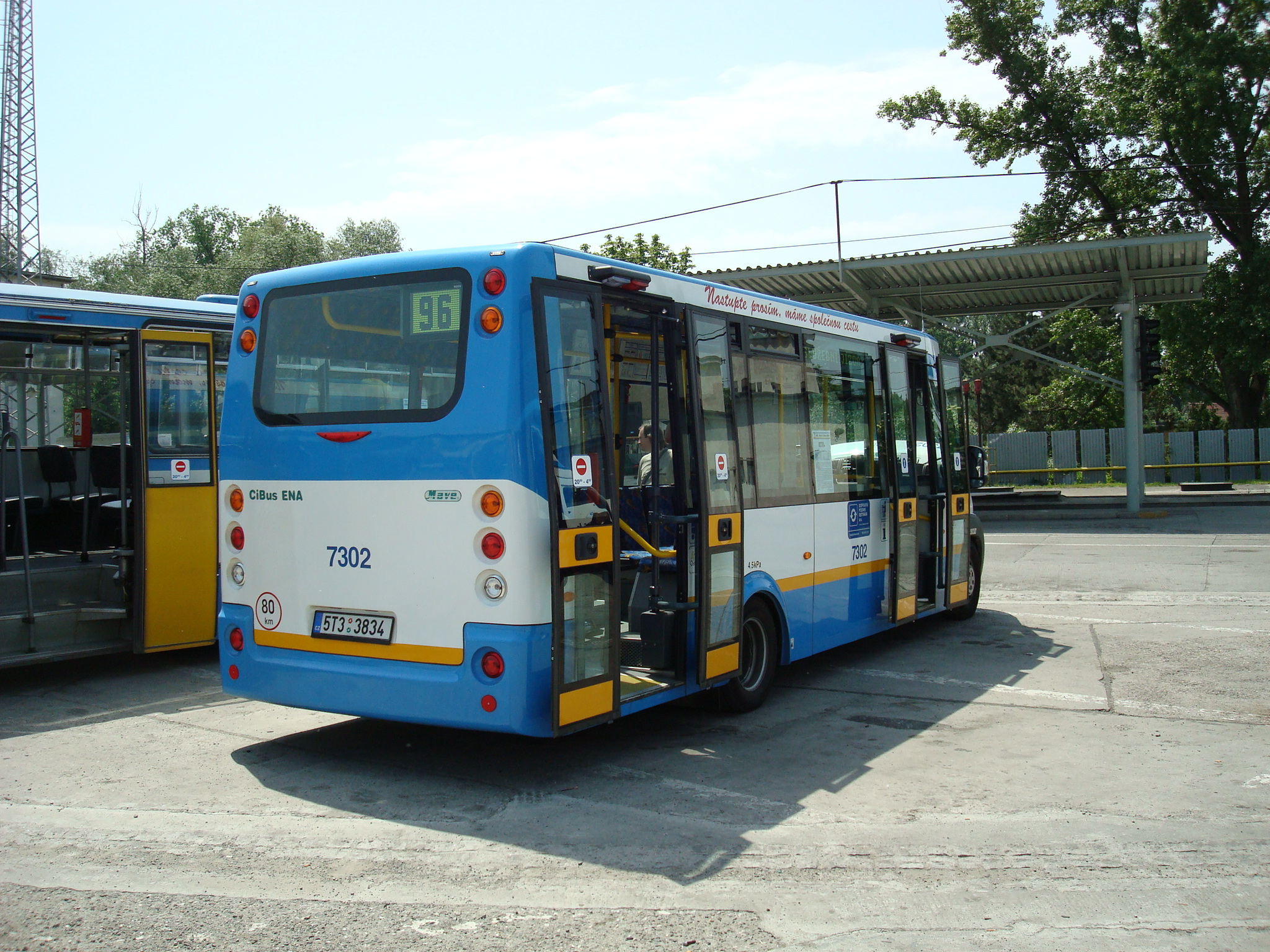
Zadní pohled na autobus v Ostravě

Základní verze CiBusu ENA je dvounápravová o délce 7720 mm, rozvorem náprav 4400 mm a hmotnosti 5400 kg. Vstup zajišťují dvoje dvoukřídlé, vně výklopné dveře o jednotné šířce 1000 mm. Tuto variantu zakoupil Dopravní podnik Ostrava v letech 2007 a 2008 v počtu tří kusů, které byly označeny evidenčními čísly 7301–7303. Ostravské vozy měly v interiéru 10 pevných sedaček a další tři sklopné v zadní části vozidla, kde se nalézalo místo pro kočárek nebo invalidní vozík. Zadní dveře byly vybaveny nájezdovou plošinou pro vozíčkáře. ENA 3 Z byla rovněž schopna přepravit dalších až osm stojících cestujících.
Tyto minibusy zajišťovaly v Ostravě v roce 2010 obsluhu linek 94 a 96–99. V polovině roku 2018 byl odstaven vůz číslo 7301, jenž byl sešrotován o rok později. V červnu 2019 byl vůz číslo 7303 zničen požárem v areálu garáží. V září 2021 byl poslední vůz číslo 7302 převeden do sbírky historických vozů.

### CiBus ENA 3 Z MAXI
CiBus ENA 3 Z MAXI je dvounápravový minibus, oproti základní verzi 3 Z s prodlouženou délkou 8625 mm a rozvorem náprav 5200 mm (nicméně hmotnost zůstala shodná 5400 kg). Vůz je vybaven dvěma dvoukřídlými, vně výklopnými dveřmi o šířce 1000 mm. V roce 2008 jeden vůz zakoupily Plzeňské městské dopravní podniky a označily jej evidenčním číslem 526. Pět vozů ve stejné úpravě pořídil v letech 2009 a 2010 Dopravní podnik města Brna (ev. č. 7501–7505). Minibusy v Plzni i v Brně byly dle požadavků dopravců vyrobeny se speciální výbavou pro dopravu handicapovaných. Vozidla disponovala pouze třemi pevnými sedačkami nad zadní nápravou, ostatní (tři sedačky v zadní části a sedm sedaček v přední části) byly sklopné. Celkově tedy vůz mohl přepravit 13 sedících a dvě stojící osoby a dva invalidní vozíky, nebo po sklopení všech sedaček tři sedící osoby a maximálně šest invalidních vozíků. Nástupními plošinami pro vozíčkáře byly vybaveny přední i zadní dveře.
V Plzni jezdil v roce 2010 minibus na linkách 71 a 72, v Brně byla tato vozidla vypravována na linky 81 a 82, o víkendech na linky 46 a 64. Plzeňský vůz byl vyřazen roku 2016 a následně byl odprodán do Polska. První brněnský minibus byl odstaven z provozu roku 2013. V dalších letech byl následován ostatními, takže od roku 2018 zůstal jako provozní jediný vůz č. 7504, který byl jako poslední odstaven roku 2021. Odstavený autobus č. 7505 byl odprodán Zlineru, poslední provozní odkoupil po vyřazení v roce 2023 výrobce Mave za účelem dokumentace své historie.
Roku 2010 zakoupil jeden vůz také Dopravní podnik Mladá Boleslav. V roce 2017 byl odprodán společnosti Zliner, která jej na necelý rok pronajala dopravnímu podniku v Českých Budějovicích. Na přelomu let 2018 a 2019 ho měl pronajat pražský dopravce About Me, který ho v roce 2019 odkoupil a označil evidenčním číslem 1911. V roce 2023 byl vůz odstaven a o rok později sešrotován. Jednalo se o poslední provozní CiBus ENA na linkách MHD v Česku.
V roce 2015 by jeden vůz vyroben pro Charitu Nový Hrozenkov.

### CiBus ENA 3 X

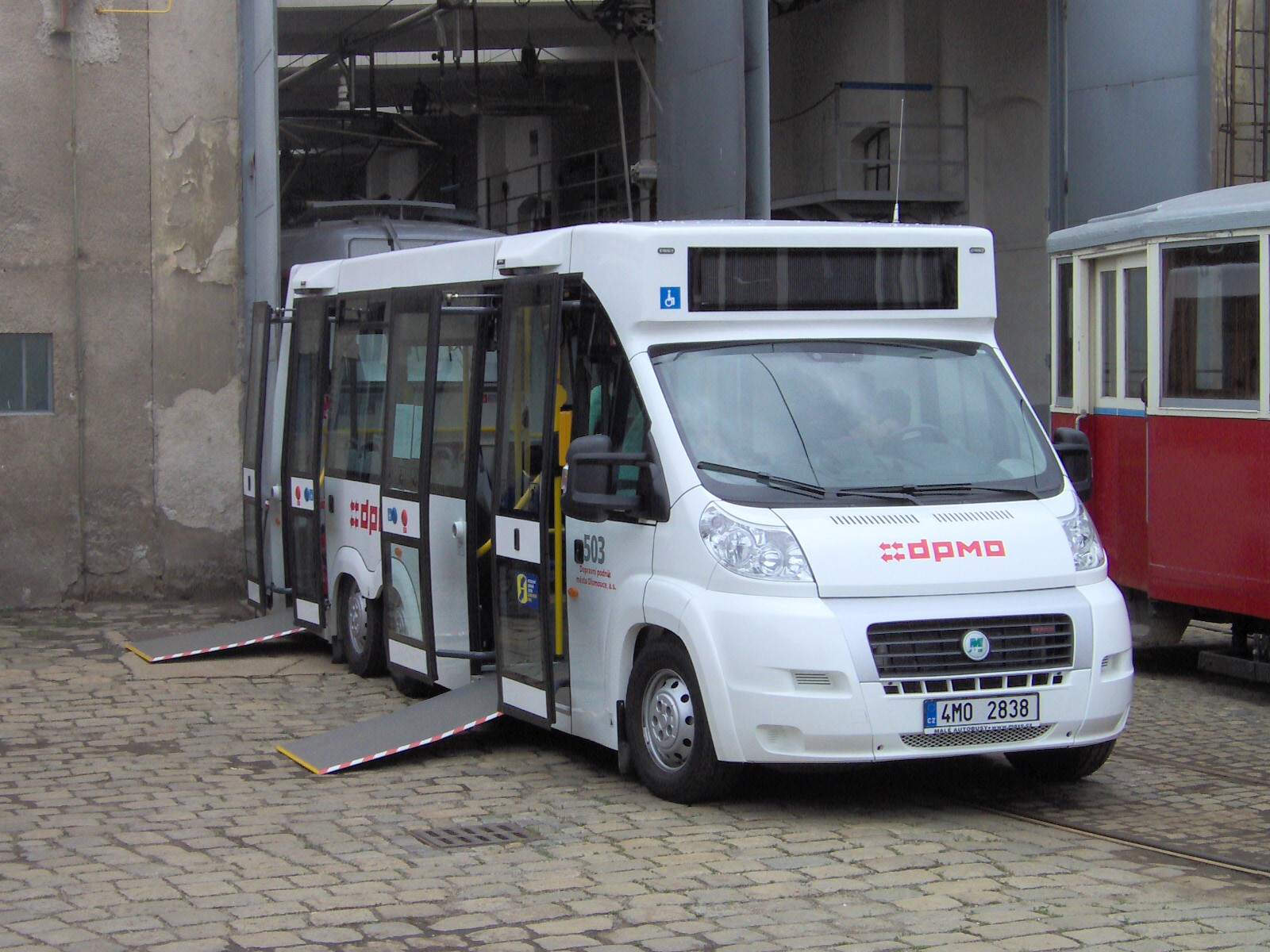
Třínápravový Mave CiBus ENA 3 X v Olomouci

Verze CiBus ENA 3 X je vybavena dvěma zadními nápravami, jejích výhoda oproti dvojmontáži na jedné nápravě spočívá v širší průchozí uličce a větší obsaditelnosti (díky vyšší užitné hmotnosti). Tato varianta má délku 7750 mm, rozvor náprav 3860 mm/900 mm, hmotnost 6400 kg a dvoje dvoukřídlé, vně výklopné dveře, z nichž první mají šířku 1300 mm a druhé 1000 mm. Jeden vůz verze 3 X zakoupil v roce 2009 Dopravní podnik města Olomouce, který jej označil evidenčním číslem 503. Podle požadavků dopravce byl vybaven deseti pevnými sedadly (jsou umístěny podélně nad zadními nápravami), čtyřmi sklopnými sedačkami v zadní části a jednou sklopnou sedačkou v přední části vozidla. Kromě toho mohl svézt i dalších 15 stojících cestujících. V přední i v zadní části vozu se po sklopení sedaček nacházelo vždy po jednom místě pro kočárek nebo invalidní vozík, proto byly oboje dveře vybaveny nájezdovými plošinami.
Olomoucký CiBus ENA 3 X byl v pořízen pro provoz na nemocniční lince 42. V provozu byl do roku 2017, kdy byl odprodán a nakonec se dostal do majetku soukromníka v Kaplici.

## Historické vozy
- Ostrava (ev. č. 7302)